# Irina Ołogonowa
Irina Igoriewna Ołogonowa (ros. Ирина Игоревна Ологонова; ur. 21 stycznia 1990) – rosyjska zapaśniczka startująca w stylu wolnym. Brązowa medalistka mistrzostw świata w 2014, 2015 i 2016 roku. 
Piąta na igrzyskach europejskich w 2015. Zdobyła złoty medal na mistrzostwach Europy w 2016. Druga w Pucharze Świata w 2014 i 2015 i siódma w 2009. Druga na uniwersyteckich MŚ w 2014. Pierwsza na Światowych Igrzyskach Sportów Walki w 2013. Trzecia na mistrzostwach świata juniorów w 2010 i Europy w 2007. Mistrzyni Rosji w 2011, 2014, 2015 i 2021; druga w 2018, 2020, 2022 i 2023, a trzecia w 2013 i 2016 roku.